# Acrossus rufipes
Acrossus rufipes är en skalbaggsart som beskrevs av Carl von Linné 1758. Acrossus rufipes ingår i släktet Acrossus och familjen Aphodiidae. Inga underarter finns listade i Catalogue of Life.

## Bildgalleri

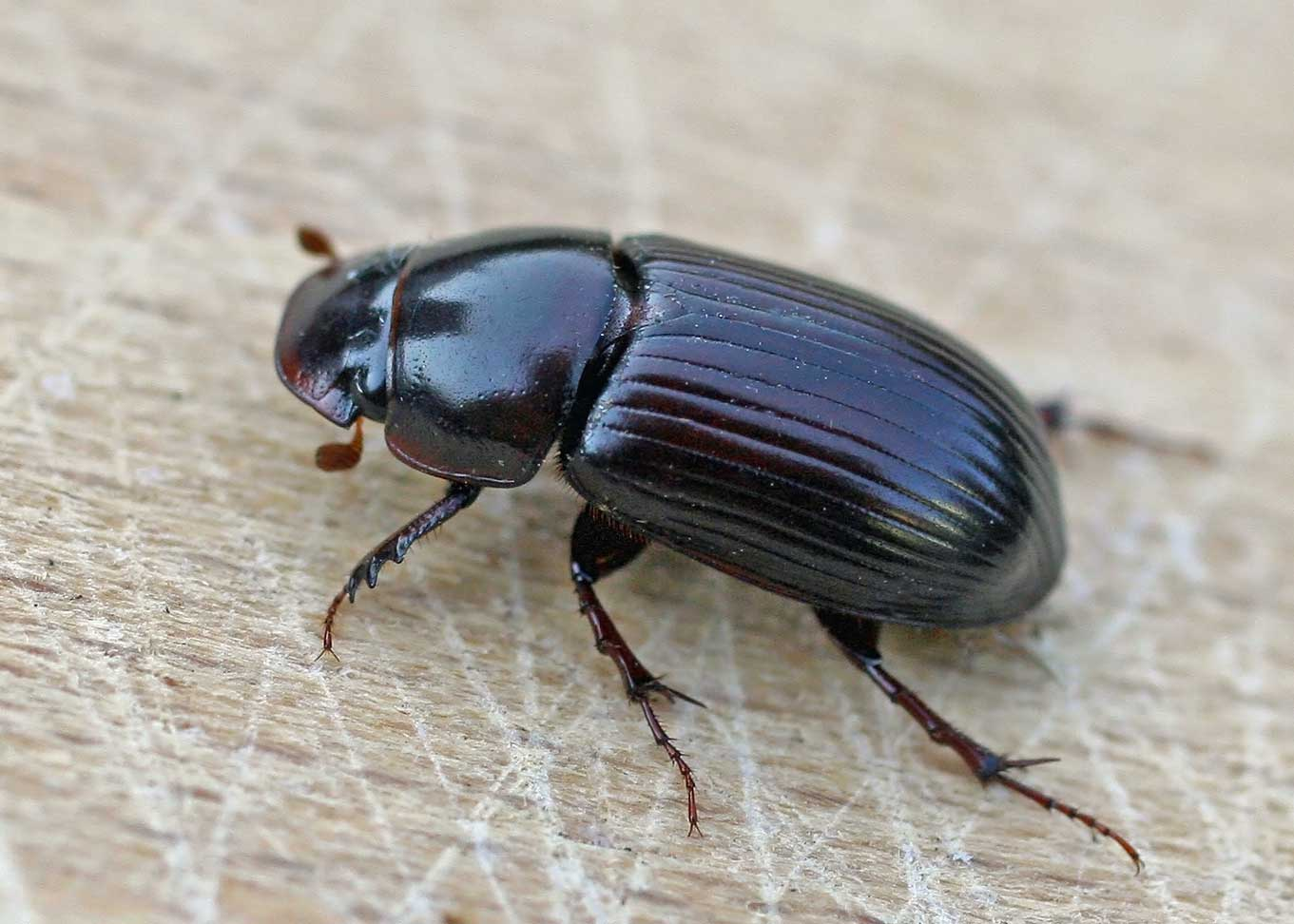
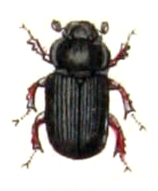